# Guyang
Der Kreis Guyang (chinesisch 固阳县, Pinyin Gùyáng Xiàn; mongolisch ᠭᠦᠶᠠᠩ

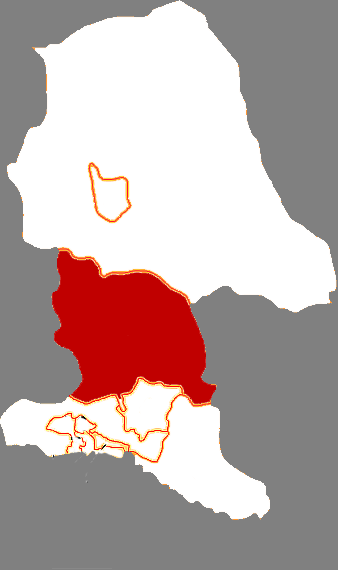
Lage Guyangs in Baotou

ᠰᠢᠶᠠᠨ Güyaŋ siyan) ist ein Kreis der bezirksfreien Stadt Baotou in der Autonomen Region Innere Mongolei der Volksrepublik China. Er hat eine Fläche von 5.021 km² und zählt 210.000 Einwohner (2004). Sein Hauptort ist die Großgemeinde Jinshan (金山镇). 

## Administrative Gliederung
Auf Gemeindeebene setzt sich der Kreis aus sechs Großgemeinden zusammen. Diese sind:
- Großgemeinde Jinshan 金山镇
- Großgemeinde Xidoupu 西斗铺镇
- Großgemeinde Xingshunxi 兴顺西镇
- Großgemeinde Yinhao 银号镇
- Großgemeinde Huaishuo 怀朔镇
- Großgemeinde Xiashihao 下湿壕镇

## Denkmale
- Qinzeitliche Große Mauer von Guyang

Koordinaten: 41° 2′ N, 110° 3′ O